# Vought-Sikorsky VS-300
Il Vought-Sikorsky VS-300 era un elicottero sperimentale monoposto progettato e realizzato da Igor Sikorsky alla fine degli anni trenta.
Pur non essendo il primo velivolo di questo tipo, primato spettante al tedesco Focke-Wulf Fw 61, nella sua versione definitiva assunse l'aspetto che poi sarebbe rimasto sostanzialmente immutato fino ai moderni elicotteri prodotti sino ad ora.

## Storia
L'idea del progetto si può far risalire al 1929 quando Igor Sikorsky, già titolare di una avviata azienda aeronautica specializzata in aeroplani, mise su carta alcune sue intuizioni riguardanti un velivolo che poteva alzarsi verticalmente da terra, ispirato forse dai concetti precedentemente espressi da Boris Yuriev. Il nuovo tipo di velivolo, anche se visivamente simile all'autogiro, si basava sulla ricerca della portanza generata direttamente dalle pale del rotore. Un simile velivolo poteva così aggirare la necessità di dover avere a disposizione una pista, anche se in quegli anni il concetto di aeroporto moderno era ancora agli albori. Gli aerei erano allora progettati con robusti carrelli proprio per consentire di utilizzare un terreno pianeggiante ma non necessariamente preparato. Ad esempio, i circhi volanti in voga a quei tempi solevano spostarsi nel territorio statunitense alla ricerca di campi agricoli per le operazioni di decollo ed atterraggio, con il rischio di incontrare buche, avvallamenti, sterpaglie ecc. Un velivolo come quello ipotizzato aveva l'innegabile vantaggio di poter essere libero da questo tipo di inconvenienti. In realtà un giovane Sikorsky aveva già tentato questa strada intorno al 1910 ma quegli esperimenti non avevano avuto successo per la bassa potenza dei motori allora a disposizione, per cui la sua attenzione si rivolse verso velivoli più tradizionali.
Nel 1931 Igor Sikorsky riuscì a brevettare uno dei suoi progetti ma è al figlio Sergej che si debbono le prime realizzazioni concrete di quei concetti. Negli anni successivi infatti realizzò dei modelli in scala funzionanti confermando la fattibilità tecnica delle idee del padre.

### Sviluppo
Benché le conseguenze dalla grande depressione lo avessero costretto nel 1938 a far confluire la propria azienda nell'United Aircraft and Transport Corporation, proprietaria anche della Chance Vought, Sikorsky riuscì a convincere il consiglio direttivo delle potenzialità del progetto, il quale dopo essersi consultato gli accordò fiducia acconsentendo alla realizzazione di un prototipo in scala 1:1. Il prototipo venne realizzato nella prima metà dall'anno successivo ed il 14 settembre 1939, ai comandi dello stesso Sikorsky, si alzò per diversi metri pur se legato cautelativamente a terra tramite delle cime. Il velivolo, a cui era stata data la denominazione Vought-Sikorsky VS-300, si dimostrò ancora difficile da governare ma promettente nello sviluppo.
L'aspetto era molto "artigianale", con la struttura in tubi d'acciaio saldato completamente a vista così come le componenti meccaniche interne. Non vi era un vero e proprio abitacolo, piuttosto un piano anch'esso completamente aperto su cui erano presenti il sedile e i dispositivi di controllo. Dietro alla postazione di pilotaggio era posto il motore in posizione centrale, un Lycoming 4 cilindri boxer capace di sviluppare 56 kW (75 hp), ed al quale era connesso il rotore principale a tre pale collocato superiormente e dal quale partiva un lungo albero di trasmissione che lo collegava con i dispositivi anticoppia. Posteriormente la struttura si allungava in una trave di coda che aveva al suo apice un'elica in configurazione spingente e due eliche più piccole poste su un'ulteriore struttura trasversale in posizione orizzontale, il tutto con il compito di compensare la coppia rotazionale impressa dal rotore principale. Il carrello quadriciclo, che aveva a differenza di quelli tipici di un aereo il solo compito di sostenere il velivolo a terra, era munito di ruote, con le due gambe laterali sorrette da tralicci esterni collegati alla struttura principale e completato anteriormente da un ruotino di appoggio posizionato all'apice della struttura e posteriormente da un altro posto al termine della trave di coda. Questa configurazione del carrello rimarrà inalterata per molti dei modelli realizzati successivamente.
Inizialmente e fino al 1940, il prototipo non era in grado di traslare in avanti, mentre poteva perfettamente muoversi di lato, all'indietro, verso l'alto e verso il basso o ruotare su se stesso. Sikorsky riuscì a risolvere il problema dell'avanzamento l'anno successivo, nel 1941.
Terminate le prove e iniziate le sperimentazioni del successivo modello, l'R-4 che volò nel 1942, Sikorsky donò il VS-300, non nascondendo la sua commozione, al Museo Henry Ford nel 1943, dove è tuttora esposto.